# 迈松塞勒圣皮埃尔
迈松塞勒圣皮埃尔（法語：Maisoncelle-Saint-Pierre，法語發音：[mɛzɔ̃sɛl sɛ̃ pjɛʁ]）是法国瓦兹省的一个市镇，属于博韦区。

## 地理
迈松塞勒圣皮埃尔（49°30'40"N, 2°7'37"E）面积4.16 平方千米，位于法国上法蘭西大區瓦兹省，该省份为法国北部内陆省份，北起索姆省，西接厄尔省和滨海塞纳省，南至塞纳-马恩省和瓦兹河谷省，东临埃纳省。
与迈松塞勒圣皮埃尔接壤的市镇（或旧市镇、城区）包括：方丹圣吕西安、吉涅库尔、瑞维尼、米多尔日、韦尔德雷勒-莱索克斯。
迈松塞勒圣皮埃尔的时区为UTC+01:00、UTC+02:00（夏令时）。

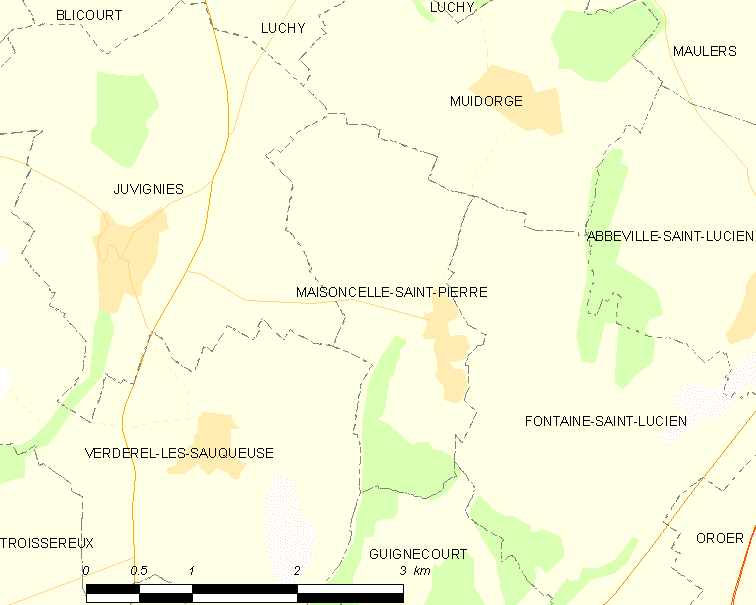
迈松塞勒圣皮埃尔的OSM定位图

## 行政
迈松塞勒圣皮埃尔的邮政编码为60112，INSEE市镇编码为60376。

## 政治
迈松塞勒圣皮埃尔所属的省级选区为穆伊县。

## 人口

1962-2008年间迈松塞勒圣皮埃尔人口变化图示

迈松塞勒圣皮埃尔于2022年1月1日时的人口数量为178人。